# Glennafallia Cairn
Der Glennafallia Cairn ist ein Cairn auf dem Gipfel des 720 m hohen Knocknafallia (irisch Cnoc na Faille, „Hügel des Kliffs“), der Teil des Knockmealdown-Gebirges ist, etwa acht Kilometer von Cappoquin im Townland Glennafallia (irisch Gleann na Faille, „Tal des Kliffs“) im County Waterford in der Provinz Munster, nahe der Grenze zum County Tipperary in Irland. 
Der prähistorische Cairn hat einen Durchmesser von etwa 12,0 m und eine Höhe bis zu 1,2 m, mit einem Krater im Zentrum. Sein Merkmal sind zehn erhaltene Randsteine am Umfang, die zum Teil radial angeordnet sind. Auf der Südostseite befindet sich eine etwa einen Meter breite Steinkiste. Auf der Nordwestseite steht ein schräger Stein von einem Meter Höhe. Der Cairn stammt vom Übergang zur Bronzezeit.  